# Brezno Gora
Brezno Gora – wieś w Chorwacji, w żupanii krapińsko-zagorskiej, w gminie Hum na Sutli. W 2011 roku liczyła 75 mieszkańców.